# Neobrachiella gracilis
Neobrachiella gracilis är en kräftdjursart som först beskrevs av C. B. Wilson 1908.  Neobrachiella gracilis ingår i släktet Neobrachiella och familjen Lernaeopodidae. Inga underarter finns listade i Catalogue of Life.